# Fehér Dezső (állatorvos)
Fehér Dezső (Csorvás, 1922. július 15. – Budapest, 2020. december 18.) gránit-diplomás állatorvos doktor, 1988-tól az állatorvos-tudományok kandidátusa, az állatgenetika és a nemesítés doktora, Csorvás város díszpolgára, Kincsem lelkes kutatója és relikviáinak gyűjtője, 14 szakkönyv írója (köztük néhánynak társszerzője), több mint 400 ismeretterjesztő szakcikk szerzője (ebből néhány angol és német nyelven is megjelent).

## Életrajza
1934–1942 között a békéscsabai 184. sz. cserkész-csapat aktív tagja volt. 1941-ben kitűnő érettségit tett a békéscsabai Evangélikus Gimnáziumban, nyelvismerete: latin, német, angol. Felvételt nyert a M. kir. József Nádor Műszaki- és Gazdaságtudományi Egyetem Mezőgazdasági és Állatorvosi Karának Állatorvosi Osztályára FM-ösztöndíjasnak. 1941. szeptemberétől a Hársfa utcai Diákok Háza Protestáns Diákotthon lakója, díjtalan demonstrátor az Anatómiai Tanszéken. 1944–1945 között a Táncsics ellenálló csoport tagja, valamint a Baross utcai Őrség parancsnoka – orvoskari hallgatókkal, fél napra hadifogságba esett (megszökött). 
1945. augusztus 30-án az egyetlen „kitűnő" minősítésű állatorvosi oklevelet kapja a Magyar kir. J. MGE-en. 1945–1951 között az akkoriban Magyar Agrártudományi Egyetem Állatorvostudományi Karának Sebészeti Klinikáján tanársegéd, adjunktus volt. 1946. október 5-én egyetemi doktor lett (sebészet, szemészet, általános kórtan) summa cum laude minősítéssel. 1947-töl a Magyar Állatorvosok Országos Egyesületének tagja volt. 1949-ben a sebészeti műtéttan önálló oktatója lett; 1949 őszétől egyetemi adjunktus volt. 
1950-ben a Budapesti Lovasklub tagja lett, majd 1958–1980 között elnöke volt. 1951 októberében „Keressen állást, ha nem lép be a pártba" felszólításra a Lósport Vállalathoz került dr. Farkas György segítségével. 1951–1971 között az Országos Lótenyésztési és Lóversenyzési Igazgatóság szakfőállatorvosaként dolgozott. 1956. október 1-től a Szép utcai hivatalban dolgozott. 1966-tól az Angol Királyi Lógyógyász Állatorvosok Szövetségének tiszteletbeli tagja volt. 1970 májusában Svájcban a fogathajtó bajnokságon képviselet. 1971–1990 között a Magyar Lóverseny Közös Vállalat ügyvezető igazgatója (16-szor lett Kiváló Vállalat) volt. 1971. május 16-án Erzsébet királynővel találkozott. 1972 októberében a brit anyakirálynővel találkozott. 1973-ban a Fülöp herceggel találkozott Budapesten és Alagon; USA, ügető lovak importja (24 ló). 1974 májusában Fülöp herceggel találkozott Windsorban (perzsa lovak karanténezése Alagon). 1977-bena Kincsem park szobor állításán is részt vett. 
1980-ban címzetes egyetemi tanár lett Horn Artúr professzor (az Állatorvostudományi Egyetem Állattenyésztési Tanszékén) előterjesztésére. 1982-ben Gödöllőn a lovas szekció elnöke volt. 1983-ban Egyetemi Jubileum, a sebészeti szekció elnöke lett. 1983–1990 között a Magyar Lovas Szövetség alelnöke volt. 1987–1989 között a Széchenyi István Társaság megbízott elnöke, illetve elnökségi tagja volt. 1988-ban kandidált, az MTA Köztestületének és az Agrártörténeti és Faluszociológiai Bizottság tagja. 1990-től a MÁSZ Állattenyésztés-történeti Bizottságának elnöke, majd tiszteletbeli elnöke, a Nyugdíjas Agrárszakemberek Klubjának elnökségi tagja volt. 2005-ben részt vett Kómár professzor mellszobrának felavatásán, Aszódon. 2011-ben "Egyetemi karunk" múzeumának 50 db lovas érmet ajándékozott. 2015-ben átvette a Rubin-diplomáját.

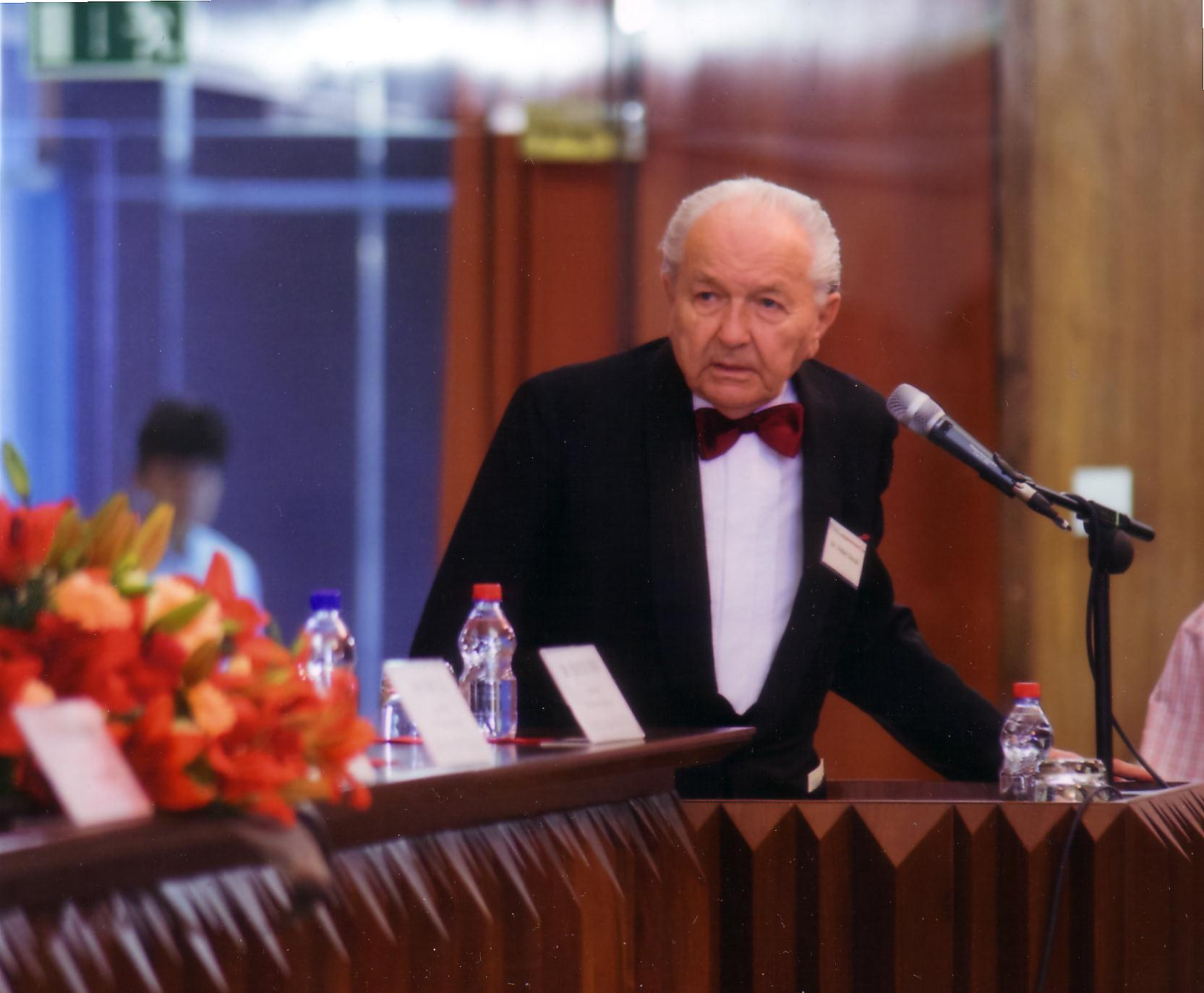
A Rubin-diploma átvétele (2015)

## Magánélete
1951. augusztus 25-én házasságot kötött Ravasz Magda egyetemi hallgatóval (biokémikus, elhunyt: 2009).

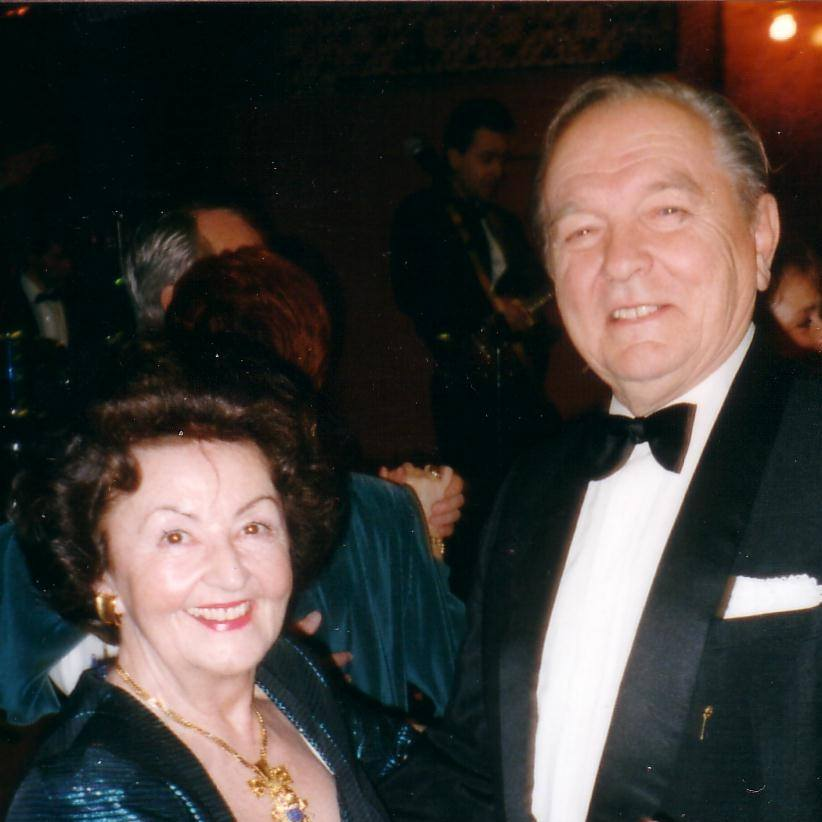
Dr Fehér Dezső és Felesége, Dr. Ravasz Magda.

Dr. Fehér Dezsőné dr. Ravasz Magda biokémikust, tanárt, egyetemi adjunktust erős szálak fűzik Orosházához. Családjának legrégebbi, ismert felmenője 1744-ben, az Orosházát alapító ősökkel érkezett településünkre. Az egykori evangélikus gimnáziumban töltötte diákéveit és gyökereit sohasem felejtette el.
A Ravasz Antal Alapítványt 1994-ben alapította öccsével, és az őt mindenben támogató dr. Fehér Dezső állatorvos, címzetes egyetemi tanárral. Ravasz Antal Alapítvány a kezdetektől fogva szegény sorsú, evangélikus tanulóknak biztosított ösztöndíjat, valamint hozzájárult a gimnázium felszerelésének bővítéséhez, korszerűsítéséhez. 2004 óta ebből a pénzből az evangélikus gimnázium 46 tanulója kapott eddig ösztöndíjat, összesen 2.150.000 forintot.

## Alapítványai
- 1998: "Ravasz Antal-ösztöndíj" orosházi evangélikus gimnázium végzőseinek.
- 2002: „Fehér–Pusztai-ösztöndíj" csorvási általános iskola végzőseinek.
- 2012: „Dr. Guoth Gy. Endre professzor emlékére" – sebészeti műtéttani ösztöndíj szigorlóknak, SZIE Állatorvos-tudományi Kar.

## Díjak, kitüntetések
- 2002: Csorvás díszpolgára
- 2007. okt. 23. „Hűség a hazához érdemkereszt, állami kitüntetés
- 2011: Oklevél és emlékérem Orosháza városától, a múzeumnak sok értékes tárgy adományozása
- 2012: „Életfa" oklevél és érem arany fokozat (földművelési miniszter)
- 2012: Orbán Viktor köszöntő levele
- 2012: Állatorvostudományi Egyetem és a MAOE díszoklevele
- 2014: Magyar Lovas Szövetség köszöntő díszoklevele (Lázár Vilmos – Dr. Sótonyi Péter)
- 2017: Életmű-díj arany fokozata (Állatorvostudományi Egyetem)

## Irodalmi munkássága

### Könyvei
- 1977: Fehér Dezső–Török Imre: A magyar lóversenyzés története (1827–1977). Történelmi visszapillantás a reformkor küzdelmes korszakától napjainkig
- 1990: Fehér Dezső: Az angol telivér Magyarországon
- Kincsem, a csodakanca; 2. bőv. kiad.; Hungarovideo, Bp., 1990

#### Társszerzői munkák
- Török Imre–Fehér Dezső–Toldy Ferenc: Lovagoljunk – de hogyan?; Natura, Bp., 1973
- Fehér Dezső–Török Imre: A verhetetlen Kincsem; Natura, Bp., 1974
- Fehér Dezső–Török Imre: Százéves a magyar ügetőversenyzés, 1883–1983; Mezőgazdasági–Magyar Lóverseny Vállalat, Bp., 1983
- Ernst József, Fehér Dezső és Ócsag Imre. Magyar Lovaskönyv. Natura – Corvina, Budapest, 1991
- Ernst József–Fehér Dezső: Sérülések és balesetek megelőzése a lovak körül; Mezőgazdasági Szaktudás, Bp., 1998

### Oktatási Jegyzetek
- 1941: Általános állattan tankönyvpótló egyetemi jegyzet (Kotlán Sándor prof. Előadásai nyomán). 1945-ig három kiadást ért meg.
- 1950– 51: Állatorvosi sebészeti műtéttan jegyzet l-ll.

### Cikkek, publikációk
Fehér Dezső, Jávorka Levente (szerk.) : A magyar állattenyésztés nagyjai. A könyvben azokat a személyiségeket ismerheti meg az olvasó, akik a magyar állattenyésztés alapjait lerakták. A bemutatott személyiségek életművén, alkotásán keresztül az állattenyésztés, állattartás, állatszaporítás, tartási és takarmányozási körülmények folyamatos fejlődését ismerhetjük meg.
EHM http://ehm.ek.szte.hu nyilvántartása szerint:
Szerzők: Fehér Dezső
Cikk: Emléksorok dr. Guoth Gy. Endre professzor (1885-1978), kétszeres dékán halálának 35. évfordulójára
Magyar állatorvosok lapja, 2013. (135. évf.) 12. sz. 716. old.
Szerzők: Fehér Dezső
Cikk: Dr. Nógrádi Antal (1920–2012)
Kamarai állatorvos : A Magyar Állatorvosi Kamara szakmai és információs folyóirata, 2012. (7. évf.) 2. sz. 78. old.
Szerzők: Fehér Dezső
Cikk: Dr. Bódai József (1917-2006)
Magyar állattenyésztők lapja, 2006. (11. (34.) évf.) 12. sz. 19. old.
Szerzők: Fehér Dezső
Cikk: Dr. Bartha László (1919-2003)
Magyar állatorvosok lapja, 2004. (126. évf.) 1. sz. 63. old.
Szerzők: Fehér Dezső
Cikk: Dr. Sándor László (1926-2002)
Magyar állatorvosok lapja, 2003. (125. évf.) 4. sz. 255. old.
Szerzők: Fehér Dezső
Cikk: Dr. Farkas György (1914-2002)
Magyar állatorvosok lapja, 2003. (125. évf.) 1. sz. 63-64. old.
Szerzők: Fehér Dezső – Jávorka Levente
Cikk: Wellmann Oszkár halálának évfordulójára
Magyar állattenyésztők lapja, 2003. (8. (31.) évf.) 11. sz. 12. old.
Szerzők: Fehér Dezső
Cikk: Estók J. (szerk.): Agrárvilág Magyarországon (1848-2002)
Magyar állatorvosok lapja, 2003. (125. évf.) 6. sz. 381. old.
Szerzők: Fehér Dezső
Cikk: Emléksorok Wellmann professzor halálának évfordulójára (1876-1943)
Magyar állatorvosok lapja, 2003. (125. évf.) 12. sz. 766. old. 
Szerzők: Fehér Dezső
Cikk: Jubileum a magyar lóversenyzésben
Magyar állattenyésztők lapja, 2002. (7. (30.) évf.) 7. sz. 13. old.
Szerzők: Fehér Dezső
Cikk: Banos György (1920-2002)
Magyar állatorvosok lapja, 2002. (124. évf.) 10. sz. 639. old.
Szerzők: Fehér Dezső
Cikk: Dr. Radnai Imre (1921-2001)
Magyar állatorvosok lapja, 2001. (123. évf.) 5. sz. 320. old.
Szerzők: Fehér Dezső
Cikk: 100 éve született Csukás professzor (Csukás Zoltán 1900-1957)
Magyar állatorvosok lapja, 2000. (122. évf.) 10. sz. 637-638. old.
Szerzők: Fehér Dezső
Cikk: Dr. Gulyás Mihály (1921-1999)
Magyar állatorvosok lapja, 1999. (121. évf.) 11. sz. 697. old.
Szerzők: Fehér Dezső – Karasszon Dénes
Cikk: A lovak sztereotip magatartászavarai : Okok és terápiás lehetőségek : Kiegészítés – megjegyzés
Magyar állatorvosok lapja, 1998. (120. évf.) 10. sz. 587-590. old.
Szerzők: Fehér Dezső
Cikk: Szemhibák jelentősége versenylovakon
Magyar állatorvosok lapja, 1985. (40. évf.) 7. sz. 424-426. old.
Szerzők: Fehér Dezső
Cikk: Százötven éves a magyar lóversenyzés
Állattenyésztés, 1977. (26. évf.) 6. sz. 502, 524. old.
Szerzők: Fehér Dezső
Cikk: A magyar lóversenyzés jubileuma
Magyar állatorvosok lapja, 1977. (32. évf.) 12. sz. 809-810. old.
Szerzők: Fehér Dezső
Cikk: Egy élet a telivérek szolgálatában
Magyar állatorvosok lapja, 1976. (31. évf.) 2. sz. 135. old. 
Szerzők: Bartha Adorján – Fehér Dezső – Palyusik Mátyás
Cikk: An attempt to impart immunity against catarrhal equine influenza by means of the live virus
Acta veterinaria Academiae Scientiarum Hungaricae, 1959. (9. évf.) 3. sz. 355-359. old.
Szerzők: Bartha Adorján  – Fehér Dezső – Palyusik Mátyás
Cikk: Hurutus lóinfluenza elleni immunizálási kisérlet élő vírussal
Magyar állatorvosok lapja, 1958. (13. évf.) 10. sz. 275-277. old.
Szerzők: Bartha Adorján – Fehér Dezső
Cikk: On equine virus abortion
Acta veterinaria Academiae Scientiarum Hungaricae, 1955. (5. évf.) 3. sz. 203-214. old.
Szerzők: Bartha Adorján – Fehér Dezső
Cikk: Adatok a kancák vírusokozta elvetélésének ismertetéséhez
Magyar állatorvosok lapja, 1954. (9. évf.) 12. sz. 400-404. old.
Szerzők: Fehér Dezső
Cikk: Klinikai jegyzetek. Szövődmények és műhibák a heréléssel kapcsolatban
Magyar állatorvosok lapja, 1951. (6. évf.) 6. sz. 177-180. old.
Szerzők: Fehér Dezső
Cikk: Adatok az álló helyzetben történő kasztráláshoz
Magyar állatorvosok lapja, 1951. (6. évf.) 1. sz. 13-19. old.
Szerzők: Fehér Dezső
Cikk: A penicillin alkalmazása az állatorvosi sebészetben
Magyar állatorvosok lapja, 1950. (5. (4.) évf.) 3. sz. 79-82. old.
Szerzők: Fehér Dezső
Cikk: Három adat a penicillin alkalmazásához
Magyar állatorvosok lapja, 1949. (4. (5.) évf.) 16. sz. 253-255. old.
Szerzők: Fehér Dezső – Magyar Károly
Cikk: Összehasonlító tájanatómiai vizsgálatok kisebb házi emlősállatok mellüregéről
Közlemények az összehasonlító élet- és kórtan köréből, 1943. (31. évf.) 9. sz. 317-320. old.